# Gay Street (Roma)

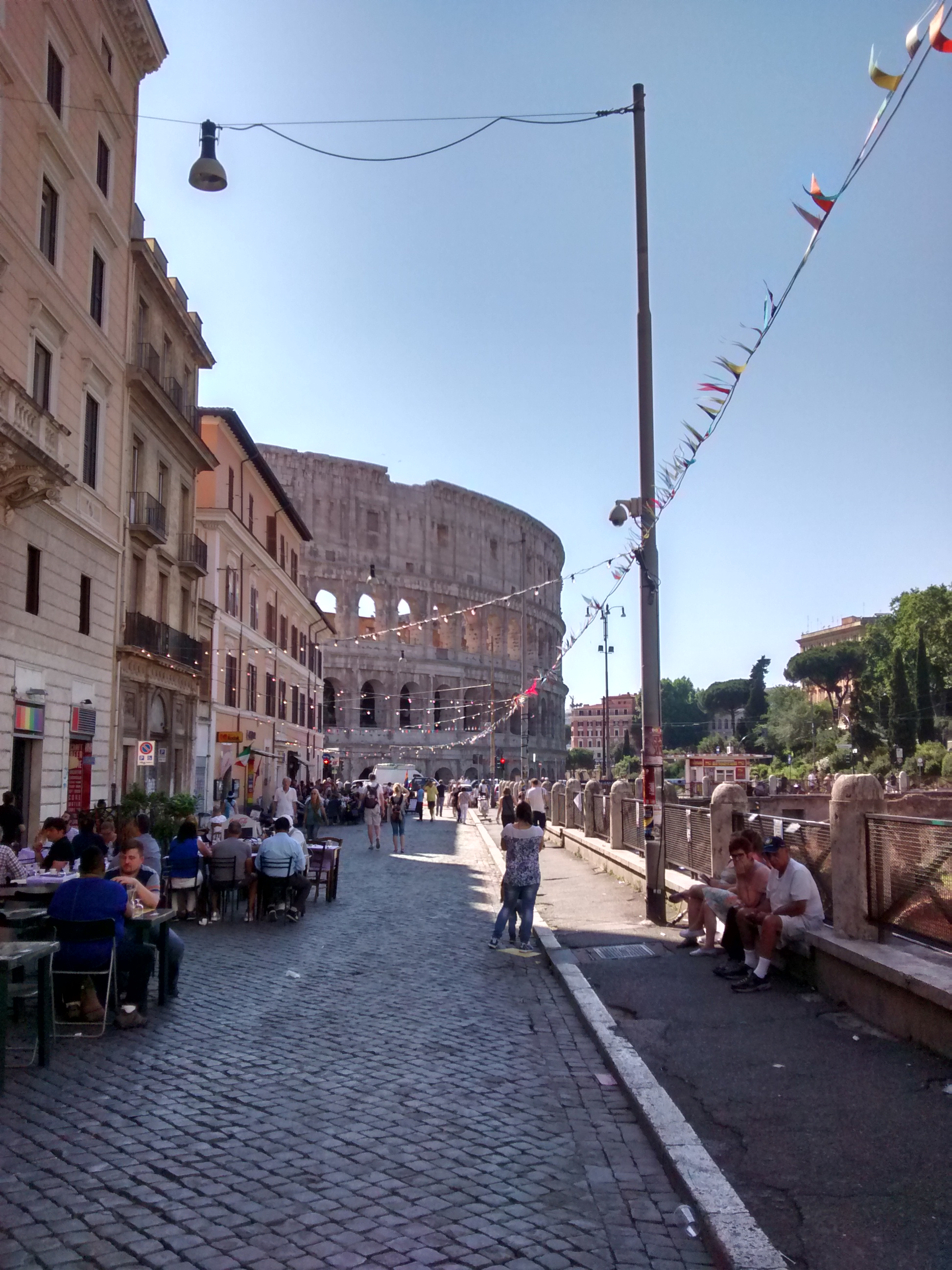
Vista de Gay Street con el Coliseo al fondo.

Gay Street es la denominación que recibe un tramo de la Via San Giovanni in Laterano en Roma, caracterizada por la presencia de tiendas orientadas al público LGBT, convirtiéndose en un punto de encuentro de la comunidad LGBT de la capital italiana.

## Historia
El área del Coliseo y la vecina Colina del Oppio ha sido un lugar de encuentro y cruising para homosexuales desde los años 1960 (como lo demuestra la película Esplendores y miserias de Madame Royale [Splendori e miserie di Madame Royale en italiano], de Vittorio Caprioli, con Ugo Tognazzi), junto con el cercano Monte Caprino.
A finales de los años 1990, el cierre nocturno de Monte Caprino y Colina del Oppio, ambos en 1998, determinó el desplazamiento de muchos homosexuales que se reunían en esos lugares. El nuevo punto de encuentro se convirtió entonces en la Via Pietro Verri, una calle lateral de Via Labicana no lejos del Coliseo, donde mientras tanto se habían abierto dos clubes gay: el Events Bar y el Side. La pequeña calle fue la primera calle gay en Roma, con una inauguración semioficial en 2001, protestas de los residentes e intimidación por parte del partido de extrema derecha Fuerza Nueva. Sin embargo, debido al ostracismo encontrado y la incapacidad de aprovechar la oportunidad, la Via Verri sufrió un rápido declive.

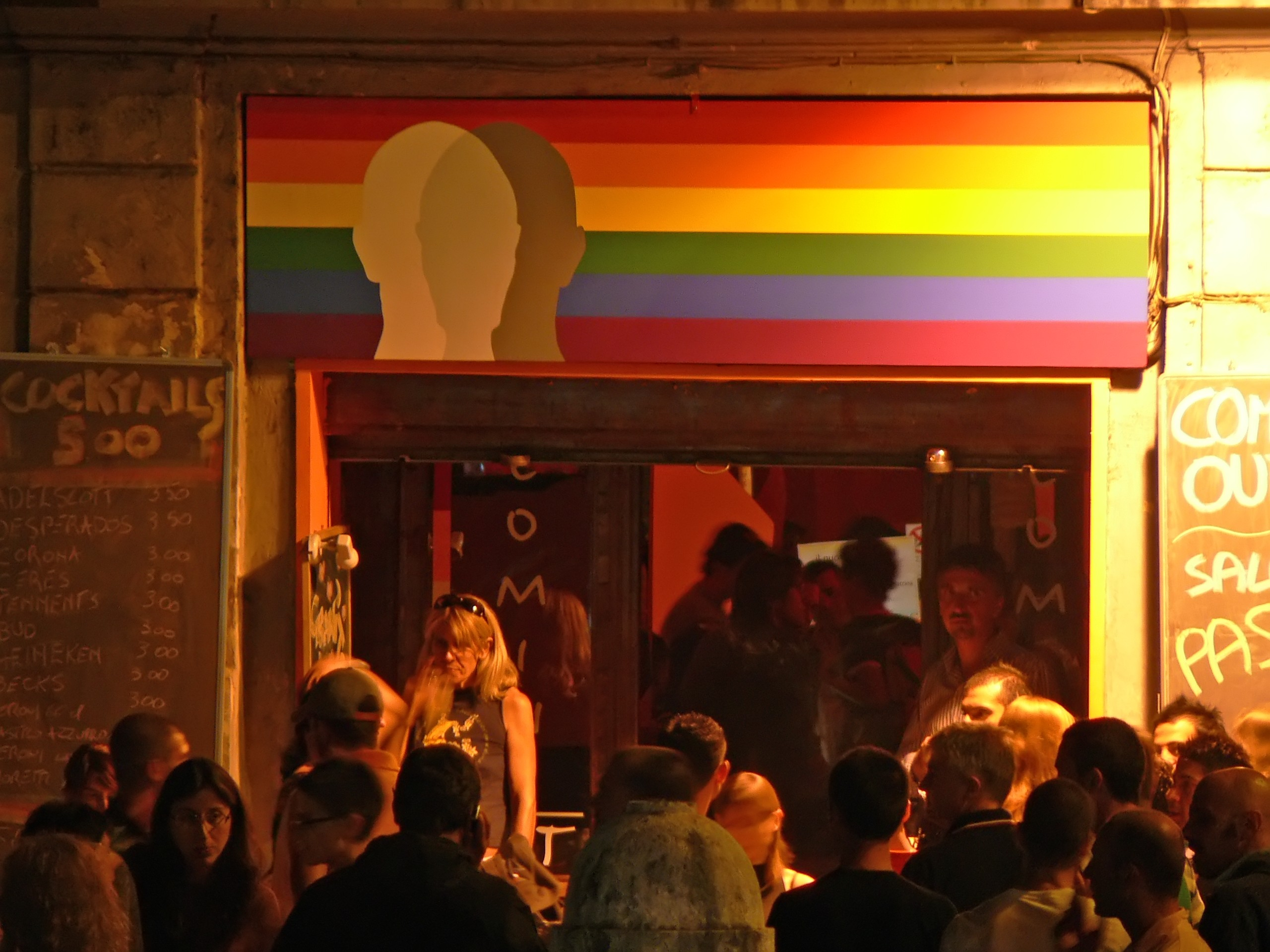
Entrada del bar Coming Out.

En 2001 tres chicas lesbianas abrieron un bar, el Coming Out, al comienzo de la cercana Via San Giovanni in Laterano, donde la comunidad LGBT que ya frecuentaba Via Pietro Verri se movió rápidamente. El bar se convirtió en un lugar de encuentro de toda la comunidad LGBT de la capital; con el tiempo, muchos de los otros lugares de la calle, como restaurantes y bares, se convirtieron en gay o gay-friendly, ubicándose en el tramo inicial, entre Piazza del Colosseo y Via Ostilia (ubicada a unos 300 metros).
En 2004, desde las páginas de La Repubblica, Fabrizio Marrazzo, entonces presidente de Arcigay Roma, lanzó la idea de una "calle gay" de Roma en Via di San Giovanni in Laterano, como un lugar abierto a la ciudad y una expresión de la cultura LGBT. La calle, bajo la denominación de Gay Street, fue inaugurada oficialmente, en presencia de representantes de la comunidad LGBT, el 2 de marzo de 2007.
La zona fue peatonalizada parcialmente durante la noche del jueves al domingo, del 27 de julio al 16 de septiembre del mismo año. Con motivo de esta peatonalización, la calle fue inaugurada nuevamente el 2 de agosto con el apoyo de Fabrizio Marrazzo, portavoz de Gay Center, además de Arcigay Roma, Arcilesbica Roma y con el periodista y académico Alessandro Cecchi Paone como padrino.

## Manifestaciones y ataques homófobos
A lo largo de los años, Gay Street ha sido escenario de numerosas manifestaciones y protestas, especialmente por parte de los residentes.
También fue objeto de ataques homofóbicos, incluido el incendio de Coming Out en 2006 y el lanzamiento de una bomba de papel contra algunas personas en la entrada de Gay Street en 2009.